# El septimo
El Septimo es una marca de puros premium producida en Costa Rica y con sede en Ginebra, Suiza.

## Historia
Fundada en 2005, fue adquirida en 2019 por Younan Company. Inicialmente, estos cigarros solo existían en Europa, pero, después de la adquisición, se convirtieron en una marca global, con tiendas en 14 países, en 4 continentes. Los cigarros El Séptimo se desarrollaron para contrarrestar la presión que se ha ejercido sobre la industria del tabaco a lo largo de los años, en este caso en particular en la industria de puros, ya que el aumento de la demanda mundial ha obligado a los productores de las principales marcas de cigarros a acelerar la producción, disminuir el control de calidad y perjudicar la calidad del cultivo. El objetivo fue, por lo tanto, producir cigarros premium con tabaco cultivado en las condiciones climáticas y geológicas apropiadas, utilizando las mejores técnicas de producción y con especial atención a los detalles.
El nombre "El Septimo" simboliza el séptimo día de la creación, en el que Dios descansó y apreció Su obra, siendo que El Séptimo representa la alegría y el privilegio que es vivir.

## Producción
La plantación de tabaco El Séptimo en Costa Rica, cerca de la capital de San José, en un valle montañoso a 3000 metros sobre el nivel medio del mar. La plantación de tabaco no utiliza ninguna técnica de cultivo intensivo, se riega exclusivamente con agua de lluvia y no utiliza ningún tipo de productos químicos ni conservantes.
La cosecha se realiza a mano, con solo el 10% seleccionado y envejecido en barriles blancos de ron durante 5 a 15 años. El tabaco se mezcla y enrolla a mano, utilizando la técnica tradicional cubana. El procesamiento final se lleva a cabo en Suiza, donde se realiza el embalaje y el último control de calidad. El embalaje está inspirado en el movimiento art déco, que combina materiales de alta calidad con colores llamativos.

## Vitolas y Puros El Séptimo
La marca El Séptimo tiene alrededor de 40 tipos diferentes de Puros en 5 colecciones diferentes: The Diamond Collection, con Puros con un proceso de envejecimiento de 15 años; The Luxus Collection, que ofrece 11 tipos de Puros con un proceso de envejecimiento de 10 años; The Alexandra Collection, lanzada en 2019, es una colección especialmente dirigida al mercado femenino, cuyo tabaco ha envejecido durante 10 años; The Travel Time Collection, que rinde homenaje a algunas de las ciudades más famosas del mundo, con Puros de tabaco con un proceso de envejecimiento de 7 años; y The Gilgamesh Collection, que ofrece los primeros Puros de la marca de calibre 50, cuyo tabaco ha sido envejecido durante 7 años.

### The Diamond Collection
- Short Dream Topaz: Aroma: 4/5; Intensidad: 5/5; Largo: 4 ‘‘; anillo: 60;
- Mirifico Sapphire: Aroma: 5/5; Intensidad: 3/5; Largo: 6 ¾ ‘‘; anillo 58
- Kolosso Amethyst Piramide: Aroma: 5/5; Intensidad: 3/5; Largo: 6 ‘‘; anillo: 60
- Fabuloso Dark Ruby Piramid: Aroma: 5/5; Intensidad: 4/5; Largo: 6 ¼ ‘‘; Anillo: 68
- Excepcion Esmeralda: Aroma: 5/5; Intensidad: 4/5; Largo: 5 ‘‘; Anillo: 60
- Double Shot White: Aroma: 4/5; Intensidad: 3/5; Largo: 3 ¾ ‘‘; Anillo: 68
- Bullet Black: Aroma: 3/5; Intensidad: 4/5; Largo: 3 ¼ ‘‘; Anillo: 56

### The Luxus Collection
- Precioso Pink: Aroma: 4/5; Intensidad: 5/5; Largo: 4 ¼ ‘‘; Anillo: 34
- Flamingo Amarillo: Aroma: 3/5; Intensidad: 3/5; Largo: 4 ½ ‘‘; Anillo: 52
- Short Dream Amarillo: Aroma: 4/5; Intensidad: 5/5; Largo: 4 ‘‘; Anillo: 60
- Small Impact Green: Aroma: 4/5; Intensidad: 3/5; Largo: 2 ‘‘; Anillo: 56
- X-Trem Shot Green: Aroma: 5/5; Intensidad: 5/5; Largo: 2 ‘‘; Anillo: 56
- Small Sabor Blue: Aroma: 4/5; Intensidad: 2/5; Largo: 3 ½ ‘‘; Anillo: 54
- Rebelde Blue: Aroma: 4/5; Intensidad: 4/5; Largo: 5 ½ ‘‘; Anillo: 54
- Long Shot Black: Aroma: 5/5; Intensidad: 3/5; Largo: 5 ‘‘; Anillo: 68
- Excepcion White: Aroma: 5/5; Intensidad: 2/5; Largo: 5 ‘‘; Anillo: 60;
- Bomba Orange: Aroma: 5/5; Intensidad: 3/5; Largo: 6 ‘‘; Anillo: 60

### The Alexandra Collection
- Marilyn Piramide: Aroma: 4/5; Intensidad: 3/5; Largo: 5 ‘‘; Anillo: 58
- Coco Robusto: Aroma: 4/5; Intensidad: 2/5; Largo: 5 ¼ ‘‘; Anillo: 52

### The Gilgamesh Collection
- Aqua Anu Toro: Aroma: 2/5; Intensidad: 3/5; Largo: 6 ‘‘; Anillo: 50
- Sable Shamash Toro: Aroma: 4/5; Intensidad: 4/5; Largo: 6 ‘‘; Anillo: 50

### The Travel Time Collection
- Paris: Aroma: 3/5; Intensidad: 3/5; Largo: 5 ‘‘; Anillo: 54
- New York: Aroma: 3/5; Intensidad: 3/5; Largo: 4 ‘‘; Anillo: 60